# Resseliella quercivora
Resseliella quercivora är en tvåvingeart som först beskrevs av Boris Mamaev 1965.  Resseliella quercivora ingår i släktet Resseliella och familjen gallmyggor. Inga underarter finns listade i Catalogue of Life.